# Mistrovství Evropy v biatlonu 2023
Mistrovství Evropy v biatlonu 2023 probíhalo od 23. do 29. ledna 2023 švýcarském Lenzerheide jako vrcholná akce sezóny IBU Cupu 2022/2023 a po mistrovství světa v biatlonu jako druhá nejvýznamnější biatlonová akce tohoto ročníku.
Ve stejném areálu se bude o dva roky později konat Mistrovství světa v biatlonu 2025.

## Program
Na programu mistrovství bylo 5 disciplín. Muži i ženy absolvovali sprinty, stíhací závody a vytrvalostní závody. Společně tako jeli závody smíšených štafet a smíšených dvojic.
| Den | Datum     | Začátek (SEČ) | Disciplína                | Počet závodníků |
| --- | --------- | ------------- | ------------------------- | --------------- |
| St  | 25. ledna | 10:15         | Vytrvalostní závod (ženy) | 91              |
| St  | 25. ledna | 14:00         | Vytrvalostní závod (muži) | 108             |
| Pá  | 27. ledna | 10:30         | Sprint (ženy)             | 103             |
| Pá  | 27. ledna | 14:00         | Sprint (muži)             | 129             |
| So  | 28. ledna | 10:30         | Stíhací závod (ženy)      | 50              |
| So  | 28. ledna | 13:00         | Stíhací závod (muži)      | 51              |
| Ne  | 29. ledna | 10:30         | Smíšená štafeta           | 22 štafet       |
| Ne  | 29. ledna | 13:30         | Smíšený závod dvojic      | 29 dvojic       |

## Česká účast
Z českých biatlonistek se mistrovství zúčastnily Tereza Vinklárková, Tereza Voborníková a Eliška Václavíková a Kristýna Otcovská; z mužů pak Adam Václavík, Jonáš Mareček, Tomáš Mikyska a Vítězslav Hornig.
Nejlepšího umístění dosáhl Adam Václavík ve sprintu, kdy dojel na 8. místě; mezi ženami Tereza Voborníková, která byla desátá ve stíhacím závodě.

## Medailisté

### Muži
| Disciplína                 | Zlato              | Výkon             | Stříbro            | Výkon             | Bronz            | Výkon             |
| Vytrvalostní závod (20 km) | Endre Strømsheim   | 51:05,9 (0+0+0+0) | Anton Dudčenko     | 53:10,6 (0+1+0+0) | Lovro Planko     | 53:22,4 (1+0+0+0) |
| Sprint (10 km)             | Erlend Bjøntegaard | 24:57,3 (0+0)     | Vebjørn Sørum      | 25:08,8 (0+2)     | Philipp Nawrath  | 25:40,3 (1+1)     |
| Stíhací závod (12,5 km)    | Vebjørn Sørum      | 34:37,5 (1+0+0+1) | Erlend Bjøntegaard | 35:05,6 (0+2+0+0) | Endre Strømsheim | 35:41,2 (0+0+1+2) |

### Ženy
| Disciplína                 | Zlato                  | Výkon             | Stříbro            | Výkon             | Bronz                | Výkon             |
| Vytrvalostní závod (15 km) | Lisa Maria Sparková    | 45:02,4 (0+0+0+0) | Julija Džymová     | 45:07,9 (0+1+0+0) | Selina Grotianová    | 45:35,7 (0+0+0+2) |
| Sprint (7,5 km)            | Anastasija Merkušinová | 23:14,5 (0+0)     | Tilda Johanssonová | 23:15,0 (1+0)     | Vanessa Hinzová      | 23:16,3 (0+0)     |
| Stíhací závod (10 km)      | Selina Grotianová      | 30:25,6 (0+0+1+0) | Tilda Johanssonová | 30:43,2 (0+0+0+2) | Gilonne Guigonnatová | 30:49,2 (1+0+0+1) |

### Smíšené štafety
| Disciplína                            | Zlato                                                                       | Výkon                                                   | Stříbro                                                                       | Výkon                                                     | Bronz                                                                      | Výkon                                                     |
| Smíšená štafeta (4×6 km)              | NorskoMaren Kirkeeideová Karoline Erdalová Erlend Bjøntegaard Vebjørn Sørum | 1:03:40,9 (0+1) (0+0) (0+0) (0+0)                       | NěmeckoLisa Maria Sparková Selina Grotianová Dominic Schmuck Lucas Fratzscher | 1:04:06,0 (0+0) (0+1) (0+1) (0+0) (0+0) (0+1) (0+0) (0+3) | ŠvédskoTilda Johanssonová Stina Nilssonová Malte Stefansson Anton Ivarsson | 1:04:27,7 (0+1) (0+0) (0+1) (0+1) (0+1) (0+3) (0+2) (0+0) |
| Smíšený závod dvojic (2×6 + 2×7,5 km) | NorskoJuni Arnekleivová Endre Strømsheim                                    | 34:34,7 (0+1) (0+1) (0+0) (0+0) (0+3) (0+0) (0+1) (0+3) | ŠvýcarskoAmy Basergová Niklas Hartweg                                         | 34:51,3 (0+0) (0+2) (0+1) (0+1) (0+0) (0+1) (0+1) (0+3)   | FranciePaula Botetová Émilien Claude                                       | 34:55,7 (0+0) (0+3) (0+0) (0+1) (0+1) (0+1)               |

## Medailové pořadí

### Medailové pořadí zemí
| Pořadí | Země      | Zlato | Stříbro | Bronz | Celkově |
| ------ | --------- | ----- | ------- | ----- | ------- |
| 1.     | Norsko    | 5     | 2       | 1     | 8       |
| 2.     | Německo   | 2     | 1       | 3     | 6       |
| 3.     | Ukrajina  | 1     | 2       | 0     | 3       |
| 4.     | Švédsko   | 0     | 2       | 1     | 3       |
| 5.     | Švýcarsko | 0     | 1       | 0     | 1       |
| 6.     | Francie   | 0     | 0       | 2     | 2       |
| 7.     | Slovinsko | 0     | 0       | 1     | 1       |
|        | Celkem    | 8     | 8       | 8     | 24      |